# Umborotula bogorensis
Umborotula bogorensis är en svampdjursart som först beskrevs av Weber 1890.  Umborotula bogorensis ingår i släktet Umborotula och familjen Spongillidae. Inga underarter finns listade i Catalogue of Life.